# Anthoni Salim
Anthoni Salim (chiń. 林逢生; ur. 25 października 1949 w Kudus) – indonezyjski przedsiębiorca; prezes Salim Group, współudziałowiec m.in. Indofood Group, producenta zupek z makaronem instant (Indomie).
Jego majątek szacowany był w 2021 r. na 5,9 mld USD.